# Daniel Ott
Daniel Ott (Grub, 6 september 1960) is een Zwitsers componist, muziekpedagoog en pianist.

## Levensloop
Ott groeide op in Grub en later in de regio Basel-Landschaft. Hij studeerde aan de Muziekacademie Bazel te Bazel en behaalde in 1980 zijn diploma als uitvoerend pianist en in muziekopleiding. Vervolgens werd hij docent voor muziek en piano in de regio Basel-Landschaft en Graubünden. Hij was medeoprichter van verschillende vrije theatergroepen en trok met straattheaters door het hele Zwitserland. Van 1983 tot 1985 studeerde hij theater in Parijs en Londen. Vervolgens studeerde hij tot 1990 compositie bij Nicolaus A. Huber aan de Folkwang Hochschule in Essen en bij Klaus Huber aan de Hochschule für Musik Freiburg in Freiburg im Breisgau. 
Vanaf 1990 is hij werkzaam als freelance componist, pianist en acteur met de focus op het nieuwe muziektheater alsook met interdisciplinaire en ruimte- en landschappelijk betrokken werken. In 1999 en 2000 componeerde hij de avondvullende  cyclus ojota I-IV. In 2000 schreef hij Klangkörperklang een werk voor het Zwitserse paviljoen van Peter Zumthor tijdens de Expo 2000 in Hannover. Aan ruimte- en landschappelijk betrokken werken componeerde hij een werk voor de haven van Sassnitz op het eiland Rügen (2002), voor de bedevaartsplaats Heiligkreuz im Entlebuch (2003), voor de rivier Neisse tussen de plaatsen Görlitz en Zgorzelec (2005) en voor de Rijnhaven te Bazel (2006). In 1990 was hij oprichter van het festival Neue Musik Rümlingen.   
Sinds 1995 is hij docent voor nieuwe muziek aan de Universiteit van de Kunsten in Berlijn. In 2005 werd hij professor voor compositie en experimenteel muziektheater aldaar. 

## Composities

### Muziektheater

#### Toneelmuziek
- 1987 im museum, voor kindergroep en 10 instrumenten (piccolo, basklarinet, tuba, accordeon, mandoline, viool en 4 slagwerkers)
- 1990 mutterseelenallein, toneelmuziek voor »monologue« van Simone de Beauvoir voor alt- en tenorsaxofoon en accordeon
- 1991 para alberto alarcon, scènische muziek voor een danser met castagnetten
- 1991 zweite liebe, toneelmuziek tot het gelijknamige stuk van Jürg Amann voor slagwerk
- 1992 skizze – 7 1/2  Bruchstücke, scènische muziek voor basklarinet, strijktrio en slagwerk
- 1993 jammermusik, toneelmuziek voor variabele bezetting
- 1995 17 1/2, scènische muziek voor 4 gitaren, 2 mandolinen, hakkebord, altviool, 2 contrabassen, baritonsaxofoon, trombone, tuba, accordeon en 3 slagwerkers
- 1996 frammenti per pieve caina (22/3a – le ranz des vaches – 5/9 – //// – kinderspiele – sto sta boi – jammermusik), voor variabele bezetting (zangstem, gitaar, cello, piano, slagwerk en anderen)
- 1996/2002 frammenti per pieve caina (22/3a, le ranz des vaches, 5/9, ////, kinderspiele– sto sta boi – jammermusik), versie voor twee piano's
- 1996 einige Schritte, voor vijf acteuren
- 1996 sto sta boi, voor vijf acteuren met accordeon
- 1997 ojota I, voor vijf paar schoenen uit leer, hout en ijzen (1 acteur) - première: binnen de collectief-compositie »Zwielicht – Hornberg. Sonnenuntergang/Sonnenaufgang« Rümlingen, 1997
- 1997 7, voor het ensemble »con gioco« voor zangstem, basfluit, hoorn, trombone, contrabas en piano
- 1997 zwischen, voor het ensemble »zwischentöne« voor 9 acteuren (bandoneon, slagwerk, vibrafoon, zangstemmen en verschillende objecten)
- 1998 ojota II (22/3. ojota Ia, sto sta boi, jammermusik, ojota Ib, 5/9, ojota II), voor het ensemble »musica temporale« scènische compositie voor sopraan, esklarinet, trompet, trombone, altviool, cello en slagwerk
- 1999 22/3, ruimtecompositie voor 2 saxofoons, 3 gitaren, 2 contrabassen en 4 slagwerkers
- 1999 ojota III, scènisch compositie voor mezzosopraan, hakkebord, esklarinet/gitaar, trombone en slagwerk
- 1999 finger weg, conceptie voor kindergroepen (8 tot 12 sp(e)el(st)ers) over versregels en telrijmpjes voor kinderen
- 2000 ojota IV, muziektheater over stapjes, schoenen, paden voor zeven sopranen, 2 acteurs, hakkebord, trombone, accordeon, gitaar/klarinet en slagwerk - passage uit het stuk »GEHEN« van Thomas Bernhard
- 2001 7/8/9, ruimtecompositie voor Sheng, trompet, saxofoon, 2 basklarinetten, 2 accordeons, 3 hakkeborden, contrabas, elektrischer bas en slagwerk
- 2001 18/11, ruimtecompositie voor 23 instrumenten (2 klarinetten (ook bas- en esklarinet), saxofoon, trompet, tuba, trombone, 2 accordeons, 3 elektrische gitaren, 2 harpen, 2 hakkeborden, 2 violen, 2 celli, 2 contrabassen en 2 slagwerkers
- 2002 ojota V, voor drie spelers (schoenen, tafels, stoelen, accordeon)
- 2002 2/06, klankactie voor Drochtersen-Hüll voor zangstem, saxofoon, trompet, trombone, basklarinet, 2 accordeons, 3 gitaren, 4 slagwerkers en castagnetten
- 2002 ojota lc, voor vier slagwerkers
- 2003 schiefer / klang, muziek in de openlucht voor trio, hefbrug en verteller (tenor)
- 2003 skilift / klang, muziek in de openlucht voor trompet, blaaskapel, masten van skiliften en klokkengelui
- 2003 stromwärts.rauschen / fall, muziek in de openlucht voor trompet, tuba, 2 violen en 2 contrabassen
- 2004 26/5 – 2/4, ruimtecompositie voor 4 harpen, 6 slagwerkers, 2 accordeons, 2 contrabassen, 2 saxofoons (1 alt-, 1 tenorsaxofoon), 1 trompet, elektrische gitaar, elektrische basgitaar
- 2004 ambaraba, voor 8-stemmig kinderkoor (4 sopranen, 4 alt), 4 accordeons en 2 slagwerkers
- 2004 Beschleunigung.lokhalle.9/04, ruimtecompositie voor de hal van de locomotieven in Göttingen voor zangstem (sopraan), 2 saxofoons (1 sopraan, 1 alt), basklarinet, 2 trompetten, trombone, accordeon, elektrische basgitaar, 2 violen, 2 altviolen, 2 celli, 2 contrabassen en 6 slagwerkers
- 2005 klangspur 17/12, muziek in de openlucht voor zangstem, 2 trompetten, 3 saxofoons, 2 trombones, 2 tuba's, 4 accordeons, hakkebord, contrabas, elektrische gitaar en 16 slagwerkers, harmonieorkesten, accordeonorkesten, tamboerkorpsen, Paternoster, brugleuning, houten steiger en klokken toren
- 2006 Hafenbecken I + II, muziek voor 68 instrumenten in de Rijnhaven van Bazel
- 2006 21/22/10, flaneer-concert voor altsaxofoon, sheng, elektrische basgitaar, 2 accordeons, 2 trompetten, basklarinet, elektrische gitaar, strijkkwartet en 2 slagwerkers
- 2007 hohles schleifen, helles aufschmettern, klankpartikels voor 1 mobiele slagwerker in 3 delen
- 2007 25/6, muziek voor 2 strijkinstrumenten en vensterfront
- 2007 landschaft.29/7, landschappelijke compositie voor 9 trompetten, 2 saxofoons, 2 hoorns, 4 trombones, tuba, 1 slagwerker alsook 3 harmonieorkesten
- 2008 Paulinenbrücke, muziektheater voor 6 acteurs en orkest
- 2009 30/1, voor althobo, basfluit en percussie
- 2009 Blick Richtung Süden, landschappelijke compositie voor 9 trompetten, 2 trombones, 1 klarinet, slagwerk, live-elektronica, postduiven, kanoërs en harmonieorkest

### Vocale muziek
- 2004 abréviations, voor 2 mezzosopranen

### Kamermuziek
- 2000 klangkörperklang, muziek voor 6 accordeons, 6 hakkeborden en 3 improviserende muzikanten - daarvan zijn enkel uitvoerbaar: Klänge A.-P. 16/9, 22/3, 19/12, 29/1. Deze muziek werd in de paviljoen van Zwitserland tijdens de Expo 2000 aan 153 dagen ten minste 12 stonden dagelijks uitgevoerd.
- 2001 26/5, ruimtemuziek voor 5 harpen en 8 slagwerkers

### Werken voor beiaard
- 1987 zampugn, voor 29 klokken en 4 slagwerkers

### Werken voor accordeon
- 1989 molto semplicemente per teodoro, voor accordeon
- 2002 skizze 22/05, voor accordeon solo

### Filmmuziek
- 1993 7 1/2, filmversie tot »skizze – 7 1/2 bruchstücke«  (samen met: Reinhard Manz (video))